# Autobrake
L'autobrake est un type de freinage automatique hydraulique sur roues pour les aéronefs avancés. 

Les autobrakes sont normalement armés durant le décollage et l'atterrissage. 

Durant ces procédures, quand l'aéronef décélère, les autobrakes sont actifs pour freiner à la place du pilote et donc lui laisser la possibilité de faire autre chose.

## Étymologie
Autobrake est un mot valise construit sur les termes automatique et brake (frein en anglais)

## Atterrissage
Pendant l'atterrissage, l'autobrake peut aider en freinant en allégeant les tâches du pilote lui laissant la possibilité de surveiller les écrans. 

Il y a plusieurs options d'intensité de freinage. La sélection de ces paramètres est normalement faite avant l'atterrissage. Les options sont numérotées ou nommées, avec « 1 » ou « LO » au minimum et le dernier numéro ou « MAX » au maximum. 

Quand les autobrakes sont engagés pour l'atterrissage, l'aéronef pressurise le freinage de roues au touché de la piste. Durant le roulage (après l'atterrissage), les commandes de freins et de roues sont rendues au pilote.
Un des avantages principaux des autobrakes contrairement à l'appui manuel sur les pédales de freins est le mécanisme de décélération uniforme des roues. L'aéronef reste donc au milieu de la piste et freine de manière continue sans prendre en compte les autres facteurs comme les reverses ou les aérofreins.

## Décollage rejeté
Avant le décollage, les autobrakes peuvent être réglés sur le mode rejected takeoff (RTO), souvent indiqué sur les panneaux d'instruments d'aéronef. 

Au moment du décollage, si le pilote réduit les gaz ou s'il active les reversers, les autobrakes vont automatiquement s'engager et freiner l'appareil.